# Мартићи
Мартићи је насеље у општини Бар у Црној Гори. Према попису из 2003. било је 357 становника (према попису из 1991. било је 705 становника).

## Демографија
У насељу Мартићи живи 282 пунолетна становника, а просечна старост становништва износи 41,6 година (39,5 код мушкараца и 43,6 код жена). У насељу има 100 домаћинстава, а просечан број чланова по домаћинству је 3,57.
Ово насеље је великим делом насељено Албанцима (према попису из 2003. године).
|  |

| Демографија | Демографија | Демографија |
| Година      | Становника  | Становника  |
| ----------- | ----------- | ----------- |
|             |             |             |
|             |             |             |
|             |             |             |
|             |             |             |
| 1948.       | 521         |             |
| 1953.       | 530         |             |
| 1961.       | 564         |             |
| 1971.       | 641         |             |
| 1981.       | 682         |             |
| 1991.       | 705         | 484         |
| 2003.       | 575         | 357         |
|             |             |             |

| Етнички састав према попису из 2003.‍ | Етнички састав према попису из 2003.‍ | Етнички састав према попису из 2003.‍ | Етнички састав према попису из 2003.‍ | Етнички састав према попису из 2003.‍ |
| ------------------------------------ | ------------------------------------ | ------------------------------------ | ------------------------------------ | ------------------------------------ |
|                                      |                                      |                                      |                                      |                                      |
| Албанци                              | Албанци                              |                                      | 354                                  | 99,15%                               |
| непознато                            | непознато                            |                                      | 2                                    | 0,56%                                |

| Година пописа     | 1948. | 1953. | 1961. | 1971. | 1981. | 1991. | 2003. |
| ----------------- | ----- | ----- | ----- | ----- | ----- | ----- | ----- |
| Број домаћинстава | 113   | 111   | 113   | 132   | 134   | 161   | 134   |

| Број чланова      | 1   | 2  | 3  | 4  | 5  | 6  | 7 | 8 | 9 | 10 и више | Просек |
| ----------------- | --- | -- | -- | -- | -- | -- | - | - | - | --------- | ------ |
| Број домаћинстава | 100 | 16 | 17 | 16 | 20 | 21 | 3 | 3 | 1 | 3         | 0      |

| Пол    | Укупно | Неожењен/Неудата | Ожењен/Удата | Удовац/Удовица | Разведен/Разведена | Непознато |
| ------ | ------ | ---------------- | ------------ | -------------- | ------------------ | --------- |
| Мушки  | 142    | 39               | 95           | 8              | 0                  | 0         |
| Женски | 154    | 21               | 95           | 38             | 0                  | 0         |
| УКУПНО | 296    | 60               | 190          | 46             | 0                  | 0         |

| Пол    | Укупно                    | Пољопривреда, лов и шумарство | Рибарство                            | Вађење руде и камена | Прерађивачка индустрија       |
| ------ | ------------------------- | ----------------------------- | ------------------------------------ | -------------------- | ----------------------------- |
| Мушки  | 73                        | 33                            | 0                                    | 0                    | 0                             |
| Женски | 11                        | 9                             | 0                                    | 0                    | 0                             |
| УКУПНО | 84                        | 42                            | 0                                    | 0                    | 0                             |
| Пол    | Производња и снабдевање   | Грађевинарство                | Трговина                             | Хотели и ресторани   | Саобраћај, складиштење и везе |
| Мушки  | 1                         | 8                             | 5                                    | 6                    | 7                             |
| Женски | 0                         | 0                             | 2                                    | 0                    | 0                             |
| УКУПНО | 1                         | 8                             | 7                                    | 6                    | 7                             |
| Пол    | Финансијско посредовање   | Некретнине                    | Државна управа и одбрана             | Образовање           | Здравствени и социјални рад   |
| Мушки  | 0                         | 0                             | 3                                    | 6                    | 2                             |
| Женски | 0                         | 0                             | 0                                    | 0                    | 0                             |
| УКУПНО | 0                         | 0                             | 3                                    | 6                    | 2                             |
| Пол    | Остале услужне активности | Приватна домаћинства          | Екстериторијалне организације и тела | Непознато            | Непознато                     |
| Мушки  | 1                         | 0                             | 0                                    | 1                    | 1                             |
| Женски | 0                         | 0                             | 0                                    | 0                    | 0                             |
| УКУПНО | 1                         | 0                             | 0                                    | 1                    | 1                             |